# أحادية ومثنوية في القانون الدولي
يُستخدم مصطلحا الأحادية والمثنوية في وصف نظريتين مختلفتين للعلاقة بين القانون الدولي والقانون الوطني. وتكون العديد من الدول، وربما أغلبها، أحادية ومثنوية جزئيًا في تطبيقها الفعلي للقانون الدولي في أنظمتها الوطنية.

## الأحادية
تقبل الأحادية أن تشكل الأنظمة القانونية الداخلية والدولية وحدة واحدة. وتحدد القواعد التشريعية الوطنية والقواعد الدولية التي أقرتها الدولة، بموجب معاهدة على سبيل المثال، ما إذا كانت الأفعال قانونية أو غير قانونية. في معظم الدول التي تُدعى «أحادية»، يختلف القانون الدولي في هيئة المعاهدات عن قانون دولي آخر، مثل القواعد العرفية للقانون الدولي العام أو القواعد الآمرة، وبالتالي فإن مثل هذه الدول قد تكون أحادية ومثنوية جزئيًا.
في دولة أحادية بحتة، لا يلزم ترجمة القانون الدولي إلى قانون وطني. فهو ببساطة مدمج ويدخل حيز التنفيذ تلقائيًا في القوانين الوطنية أو المحلية. إن إبرام معاهدة دولية يدمج القانون في القانون الوطني على الفور، ويعامَل القانون الدولي العرفي كجزء من القانون الوطني أيضًا. ويمكن أن يطبق قاضي وطني القانون الدولي، أو أن يلجأ له المواطنون مباشرة، تمامًا كما لو كان قانونًا وطنيًا. ويمكن أن يعلن القاضي بطلان القاعدة الوطنية إذا ما تعارضت مع القواعد الدولية، لأن القواعد الدولية تحظى بالأولوية في بعض الدول. وفي دول أخرى، مثل ألمانيا، يكون للمعاهدات أثر مماثل للتشريع، ومن مبدأ «إحلال قانون لاحق محل قانون سابق»، لا تكون للمعاهدات سوى الأسبقية على التشريعات الوطنية التي سُنت قبل إقرارها.
في أكثر أشكالها نقاءً، تقتضي الأحادية أن يكون القانون الوطني الذي يتنافى مع القانون الدولي باطلاً ولاغيًا، حتى وإن أُنشئ بعد القانون الدولي، وكان دستوريًا في طبيعته. ومن منظور حقوق الإنسان فإن لهذا بعض المزايا. فعلى سبيل المثال، قبول دولة ما بمعاهدة لحقوق الإنسان، كالعهد الدولي الخاص بالحقوق المدنية والسياسية، إلا أن بعض قوانينها الوطنية تحد من حرية الصحافة. ويمكن لمواطن في تلك الدولة، ممن تجري محاكمته لانتهاكه هذا القانون الوطني، أن يستشهد بمعاهدة حقوق الإنسان في قاعة محكمة وطنية، ويمكنه أن يطلب من القاضي تطبيق هذه المعاهدة وأن يقرر عدم صلاحية القانون الوطني. ولا ينبغي عليهم انتظار القانون الوطني الذي يترجم القانون الدولي.
«لذا فعندما يشعر شخص ما في هولندا بانتهاك حقوق الإنسان الخاصة به، فيمكنه اللجوء إلى قاضٍ هولندي، وينبغي على القاضي أن يطبق قانون الاتفاقية. يجب أن يطبق القانون الدولي وإن لم ينسجم مع القانون الهولندي».

## المثنوية
يؤكد الثنائيون على اختلاف القانون الوطني والقانون الدولي، ويطالبون بترجمة القانون الدولي إلى وطني. ودون هذه الترجمة، فلا وجود للقانون الدولي كقانون. وينبغي أن يكون القانون الدولي وطنيًا كذلك، وإلا فإنه ليس قانونًا على الإطلاق. في حال قبول دولة ما معاهدة إلا أن قانونها الوطني لا ينسجم مع المعاهدة أو لا تنشئ قانونًا وطنيًا يشمل المعاهدة بصورة جلية، فإنها بذلك تنتهك القانون الدولي. ولكن لا يمكن أن يزعم المرء أن المعاهدة أصبحت جزءًا من القانون الوطني. ولا يكون بمقدور المواطنين الاعتماد عليها ولا القضاة تطبيقها. وما تزال القوانين الوطنية التي تتعارض معها سارية المفعول. وطبقاً للمثنوية فإن القضاة الوطنيين لا يطبقون القانون الدولي أبدًا، فقط القانون الدولي الذي تُرجم إلى قانون وطني.
«لا يمكن للقانون الدولي بهذه الصفة أن يمنح أي حقوق مُعترف بها في المحاكم البلدية. ولا يُعترف بقواعد القانون الدولي إلا بقدر ما هي مشمولة في قواعد القانون المحلي المسموح لها البلدية بإثارة الحقوق والواجبات لها في المحاكم».
تُعد سيادة القانون الدولي قاعدة في النظم المثنوية كما هو الحال في النظم الأحادية. وأشار السير هيرش لوترباخت إلى عزم المحكمة على كبح التهرب من الالتزامات الدولية، وتأكيدها المستمر على ما يلي:
مبدأ القانون الدولي البديهي الذي لا يمكن للدولة أن تتذرع بقانونها البلدي كسبب لعدم استيفاء التزاماتها الدولية.
في حال لم يكن القانون الدولي قابلًا للتطبيق المباشر، كما في النظم المثنوية، فيجب أن يُترجم إلى قانون وطني، وينبغي ترجمة القانون الوطني القائم الذي يتعارض مع القانون الدولي. ويجب تعديله أو إلغاؤه ليتماشى مع القانون الدولي. ومجددًا، من منظور حقوق الإنسان، في حال قبول معاهدة حقوق الإنسان لأسباب سياسية فحسب، ولم تكن الدول تعتزم ترجمتها بالكامل إلى قانون وطني أو أن تتبنى وجهة نظر أحادية بشأن القانون الدولي، فإن تنفيذ المعاهدة يكون غير مؤكد تمامًا.

### مشكلة «القانون اللاحق»
في النظم المثنوية، يجب أن يُترجم القانون الدولي إلى قانون وطني، وينبغي ترجمة القانون الوطني القائم الذي يتعارض مع القانون الدولي. ويجب تعديله أو إلغاؤه ليتماشى مع القانون الدولي. غير أن الحاجة إلى الترجمة في النظام المثنوي تسبب مشكلة تتعلق بالقوانين الوطنية التي يُصوّت عليها بعد إجراء الترجمة. في النظام الأحادي، يصبح القانون الوطني الذي يُصوّت عليه بعد إقرار قانون دولي ويتعارض مع القانون الدولي، باطلًا ولاغيًا تلقائيا في لحظة التصويت. وما تزال القاعدة الدولية سائدة. بيد أنه في النظام المثنوي، تُرجم القانون الدولي الأصلي إلى قانون وطني –إذا مضت الأمور على ما يرام– ولكن يمكن عندئذ إبطال هذا القانون الوطني بقانون وطني آخر بشأن بموجب مبدأ «إحلال قانون لاحق محل قانون سابق». مما يعني أن الدولة تنتهك القانون الدولي –طوعًا أو كرهًا–. ويتطلب النظام المثنوي التدقيق المستمر في جميع القوانين الوطنية اللاحقة لاحتمال تعارضها مع القانون الدولي السابق.

## أمثلة
تسود وجهة النظر المثنوية في بعض الدول، مثل المملكة المتحدة على سبيل المثال. ويُعد القانون الدولي جزءًا من القانون الوطني البريطاني فور قبوله في القانون الوطني.
في دول أخرى يميل هذا الاختلاف إلى عدم الوضوح. وفي الغالبية العظمى من الدول الديمقراطية خارج الكومنولث، تساهم الهيئة التشريعية، أو جزء منها، في عملية التصديق، إذ يصبح التصديق قانونًا تشريعيًا، وتصبح المعاهدة نافذة المفعول في القانون الدولي وفي القانون البلدي في آن واحد. على سبيل المثال، ينص دستور الولايات المتحدة على أن الرئيس
«يمتلك سلطة إبرام المعاهدات، من خلال مشورة مجلس الشيوخ وتأييده، شريطة إجماع ثلثي أعضاء مجلس الشيوخ الحاضرين».
تصبح المعاهدات المصدق عليها وفقا للدستور جزءًا من قانون البلديات في الولايات المتحدة تلقائيًا.
تمتلك الولايات المتحدة الأمريكية نظامًا أحاديًا مثنويًا «مختلطًا»؛ وينطبق القانون الدولي مباشرة على محاكم الولايات المتحدة في بعض الحالات ولكن ليس في أخرى. تنص المادة السادسة من دستور الولايات المتحدة على أن المعاهدات جزء من القانون الأعلى للدولة، كما ذُكر في النص المُقتبس أعلاه، غير أن المحكمة العليا في الولايات المتحدة أكدت مجددًا أن بعض المعاهدات ليست «ذاتية التنفيذ»، كما في قضية ميدلين ضد تكساس. يجب أن تُنفذ هذه المعاهدات بموجب نظام أساسي قبل أن تصبح أحكامها في موضع تنفيذ المحاكم الوطنية وشبه الوطنية. وفي السياق نفسه بما يتعلق بالقانون الدولي العرفي، صرحت المحكمة العليا، في قضية باكيتي هبانا (1900)، أن «القانون الدولي جزء من قانوننا.» غير أنها ذكرت أيضًا أن القانون الدولي لن يطبق في حال وجود قانون تشريعي أو تنفيذي أو قضائي مسيطر خلافًا لذلك.